# Euplassa rufa
Euplassa rufa là một loài thực vật có hoa trong họ Quắn hoa. Loài này được (Loes.) Sleumer miêu tả khoa học đầu tiên năm 1954.